# Wausau (Wisconsin)
Wausau város az USA Wisconsin állam Marathon megyéjében, melynek megyeszékhelye is. Lakossága 39 994 fő a 2020-as népszámláláskor. A város egy 1838 körül alapított fakitermelő táborból indult. 1840-ben fűrészüzemet építettek itt, és 1858-ban a települést a mai nevén bejegyezték. 1880-as várossá nyilvánítása után gyors ütemben növekedni kezdett.

## Népesség
A település népességének változása:
| Lakosok száma | 543  | 39 106 | 39 994 |
|               | 1860 | 2010   | 2020   |